# بردبل (والانجرد)
بردبل (بالفارسية: بردبل) هي مستوطنة تقع في إيران في قسم والانجرد الريفي. يقدر عدد سكانها بـ 344 نسمة .